# ميلاني بارسيناس
ميلاني بارسيناس (30 أكتوبر 2007) هي لاعبة كرة قدم أمريكية محترفة لفريق سان دييغو ويف التابع للدوري الوطني لكرة القدم للسيدات. في عام 2023، أصبحت أصغر لاعبة تلعب في الدوري الوطني لكرة القدم الأمريكية، بعمر 15 عامًا و177 يومًا.

## حياتها المبكرة
ولدت بارسيناس ونشأت في سان دييغو، كاليفورنيا. في سن العاشرة، حضرت مباراة منتخب الولايات المتحدة لكرة القدم للسيدات ضد البرازيل في ملعب كوالكوم في سان دييغو، ورافقت لاعبي الولايات المتحدة إلى الملعب قبل المباراة. طلبت من المهاجمة أليكس مورغان، لاعبتها المفضلة، الحصول على قميصها بعد المباراة. لعبت بارسيناس خلال مسيرتها الشبابية مع سان دييغو سيرف. وكانت جزءًا من فريق سان دييغو سيرف تحت 8 سنوات الذي فاز بكأس ألبيون لكرة القدم الوطنية لعام 2014 في سان دييغو، والهداف الرئيسي لفريق تحت 12 عامًا في كأس رئيس 2019 في نوركو، كاليفورنيا، والتي وفاز فيها النادي بهدفين على بارسيناس في مباراة البطولة.

## مهنة النادي
في 21 مارس 2023، وقعت بارسيناس عقدًا لمدة ثلاث سنوات مع نادي سان دييغو ويف بعمر 15 عامًا و138 يومًا. وجعلها هذا العقد أصغر لاعبة في الدوري الوطني لكرة القدم للسيدات، محطمة الرقم القياسي الذي سجلته كلوي ريكيتس في وقت سابق (15 عامًا و283 يومًا). ظهرت لأول مرة مع الفريق خلال مباراة ما قبل الموسم ضد أنجل سيتي في 18 مارس 2023.

## مهنة دولية
في 17 يناير 2022، حضرت المعسكر التدريبي لمنتخب المكسيك تحت 17 عامًا. في 11 أبريل 2022، كانت أصغر لاعبة يتم اختيارها في القائمة الأولية لمنتخب الولايات المتحدة تحت 17 عامًا لبطولة الكونكاكاف للسيدات تحت 17 سنة 2022، لكنها اضطرت للانسحاب قبل بدء البطولة بسبب إصابتها في الكاحل. واستدعيت إلى المباريات الودية للولايات المتحدة تحت 17 عامًا في أغسطس 2022، والمعسكر التدريبي تحت 16 عامًا في أكتوبر 2022. في فبراير 2023، لعبت في مباراتين استعراضيتين مع منتخب الولايات المتحدة تحت 17 عامًا.

## الإحصائيات المهنية
آخر تحديث 15 أكتوبر 2023.
| النادي          | موسم            | الدوري          | الدوري | الدوري  | كأس    | كأس     | التصفيات | التصفيات | المجموع | المجموع |
| النادي          | موسم            | قسم             | الظهور | الأهداف | الظهور | الأهداف | الظهور   | الأهداف  | الظهور  | الأهداف |
| --------------- | --------------- | --------------- | ------ | ------- | ------ | ------- | -------- | -------- | ------- | ------- |
| سان دييغو ويف   | 2023            | الدوري الوطني   | 7      | 0       | 0      | 0       | —        | —        | 7       | 0       |
| المجموع الوظيفي | المجموع الوظيفي | المجموع الوظيفي | 7      | 0       | 0      | 0       | 0        | 0        | 7       | 0       |

1. ↑  يشمل NWSL Challenge Cup
2. ↑  يشمل  NWSL Playoffs

## الإنجازات
سان دييغو ويف
- درع الدوري الوطني لكرة القدم الأمريكية: 2023.[16]